# تپه مرخ ۴
تپه مرخ ۴ مربوط به عصر مس - سده‌های میانه دوران‌های تاریخی پس از اسلام است و در شهرستان ازنا، بخش جاپلق، دهستان جاپلق شرقی، در فاصله ۳۳۰۰ متری جنوب شرقی روستای گنجه واقع شده و این اثر در تاریخ ۷ اسفند ۱۳۸۶ با شمارهٔ ثبت ۲۱۳۹۶ به‌عنوان یکی از آثار ملی ایران به ثبت رسیده است.